# Kölnische Gummifäden-Fabrik

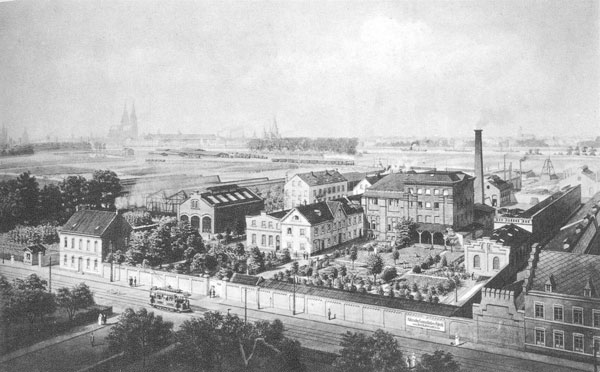
Die Gummifädenfabrik Kohlstadt, Zeichnung von Wilhelm Scheiner (1905)

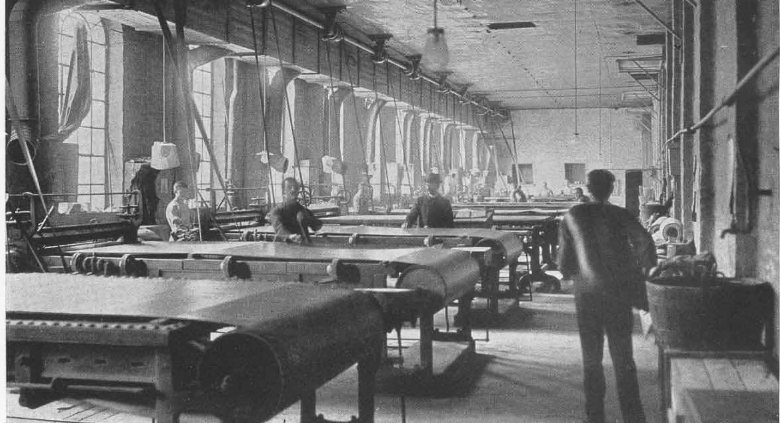
Produktionshalle (1911)

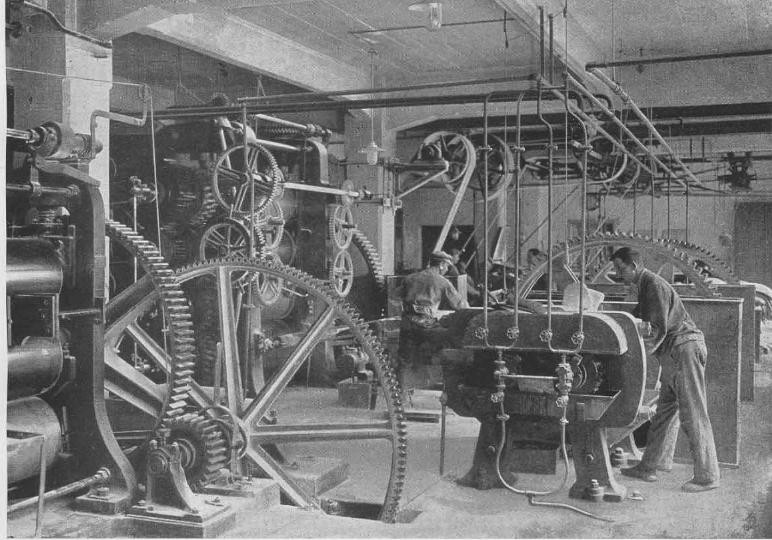
Kalandersaal (1911)

Die Kölnische Gummifäden-Fabrik vorm. Kohlstadt & Comp. (KGF) war ein Unternehmen in Deutz (von 1914 bis 1954 Köln-Deutz, ab 1955 Köln-Mülheim), das von 1843 bis 1972 Produkte aus Kautschuk und Gummi herstellte.

## Geschichte
Als Ferdinand Kohlstadt und Marcus Breuer 1843 die Gummiwarenfabrik Ferd. Kohlstadt & Comp. in Köln gründeten, war diese Branche ein noch junger Industriezweig: Erst Anfang des 19. Jahrhunderts war eine erste Fabrik zur Herstellung elastischer Bänder in Paris eröffnet worden; in England wurde mit der Herstellung von Gummifäden ab etwa 1820 begonnen. Die erste deutsche Gummiwarenfabrik entstand 1829 in Finsterwalde. Zentren der neuen Branche waren Hamburg, Hannover, Thüringen und das Rheinland. In Köln dominierte später die 1862 gegründete Rheinische Gummiwarenfabrik von Franz Clouth in Nippes. Insgesamt gab es um die Mitte des 19. Jahrhunderts herum in Deutschland 36 Gummifabriken mit rund 1800 Beschäftigten.
Der erste Standort der neu gegründeten Gummiwarenfabrik befand sich auf dem Eigelstein, Hausnr. 37 (neben dem damaligen Standort der Privatbrauerei Gaffel). Dort wurden anfangs Kautschukplatten in Fäden geschnitten, die zu gewebten Gummibändern und Hosenträgern verarbeitet wurden, ab 1848 vulkanisierte Gummifäden aus England. In der Londoner Industrieausstellung von 1851 wurden im Crystal Palace auch Hosenträger aus Köln gezeigt. 1857 entstand für die Eigenproduktion vulkanisierter Gummifäden in der Niehler Straße in Köln-Nippes eine neue Fabrikanlage. Hier wurden Gummiplatten in Vierkantfäden zerschnitten. 1858 waren dort 300 Arbeiterinnen beschäftigt.

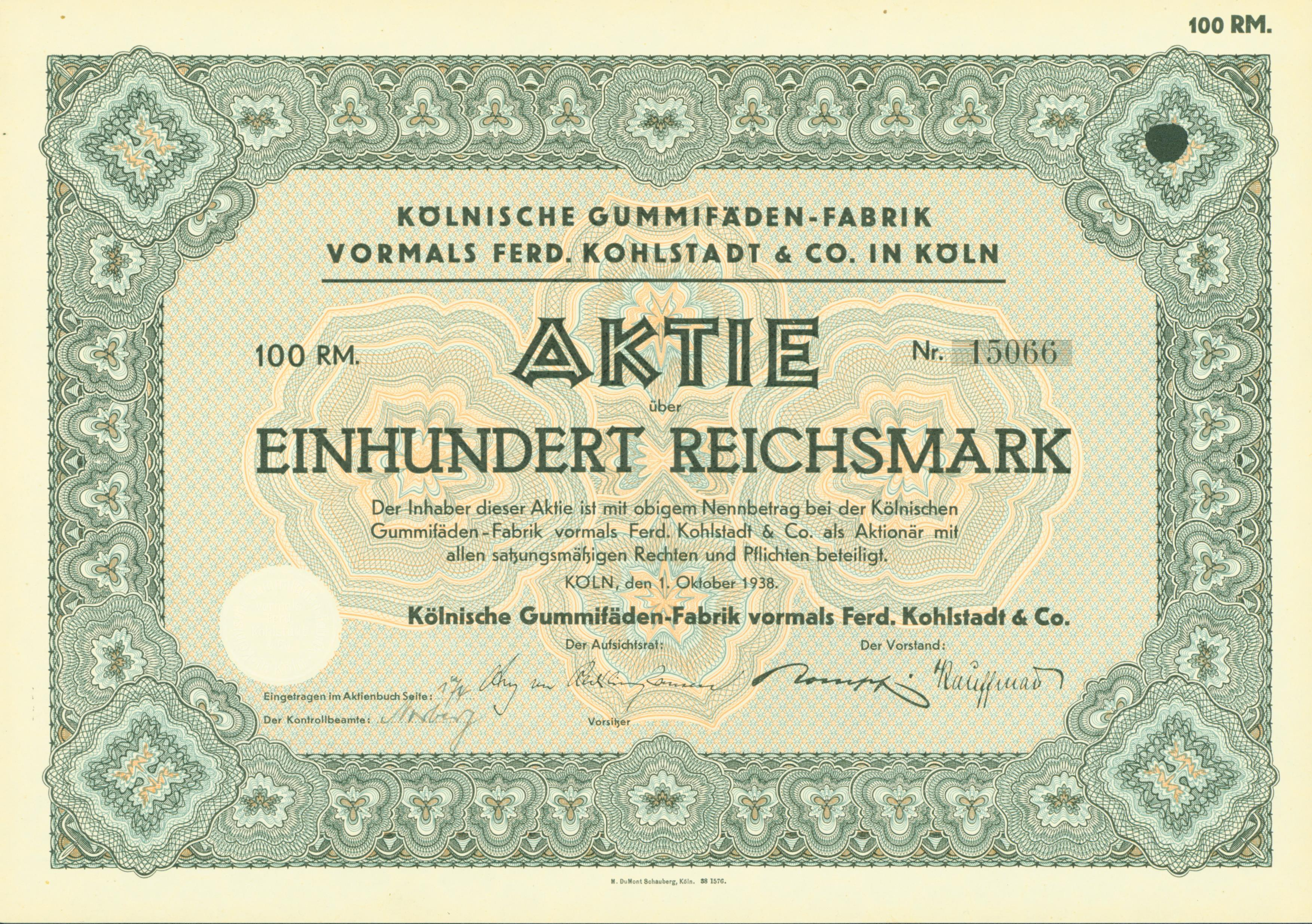
Aktie über 100 Reichsmark der Kölnischen Gummifäden-Fabrik vom 1. Oktober 1938

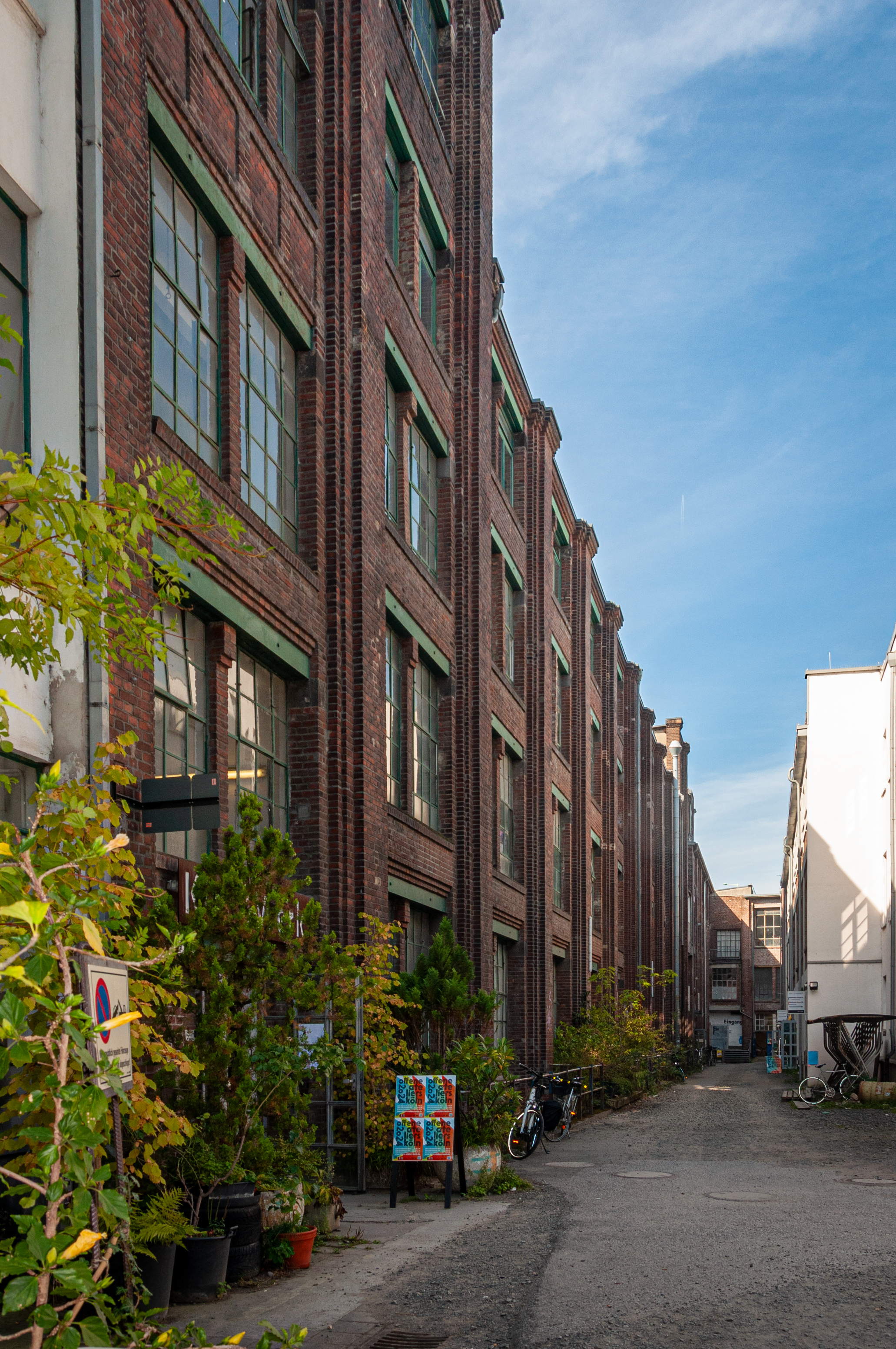
Südflügel (l.) der ursprünglichen Produktionsstätte, der heute unter Denkmalschutz steht

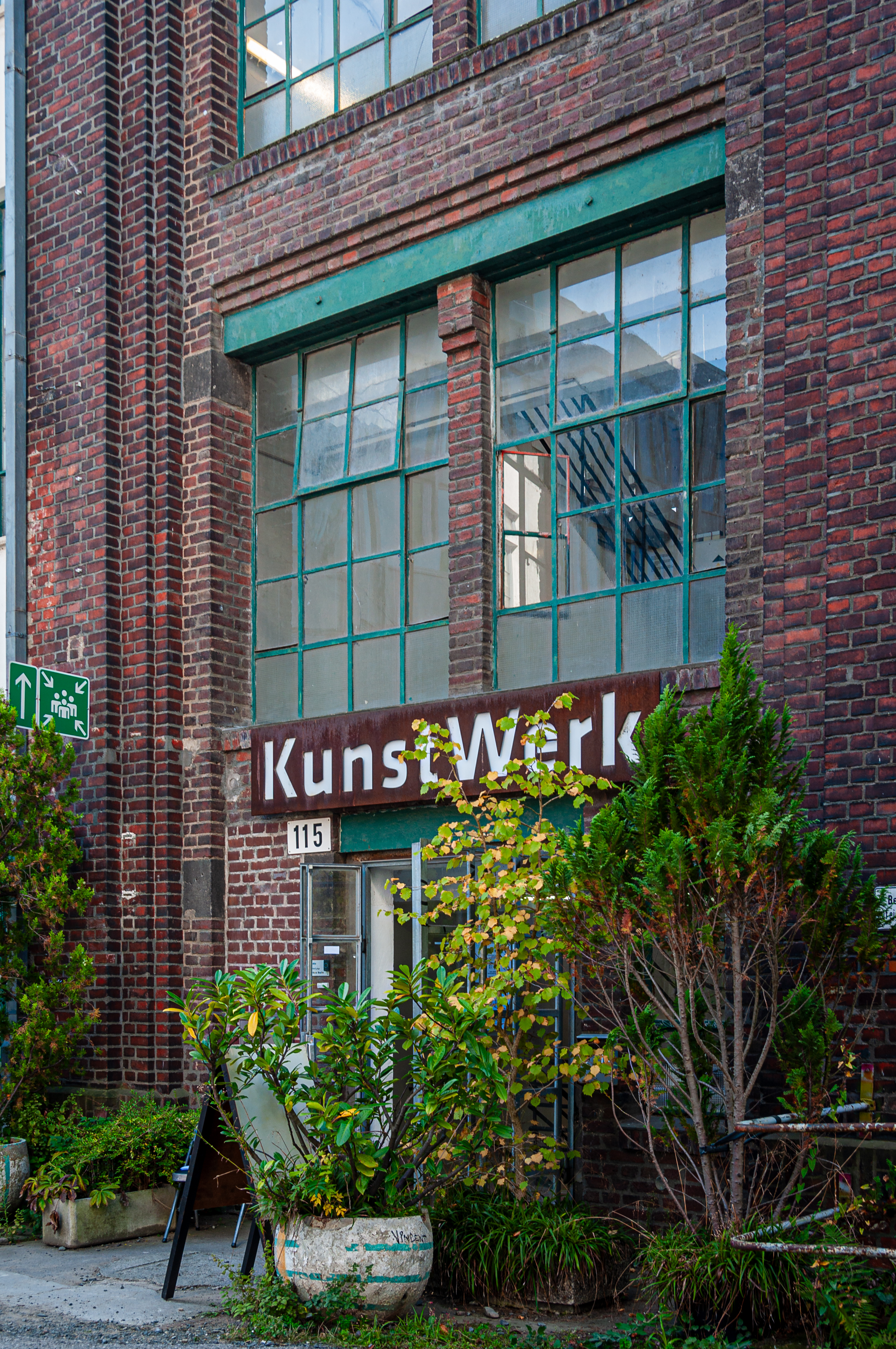
Heutiger Eingang zum Projekt „Kunstwerk“

1864 zog das Unternehmen auf die rechte Rheinseite an die Deutz-Mülheimer Straße in Deutz um, neben die 1845 dort gegründete Waggonfabrik von Van der Zypen und Charlier. Man stellte die Herstellung elastischer Webwaren ein und konzentrierte sich stattdessen auf die Produktion von Gummifäden. 1872 wurde das Unternehmen in eine Aktiengesellschaft umgewandelt und in Kölnische Gummifäden-Fabrik vorm. Kohlstadt & Comp. umbenannt. In den 1880er Jahren erlebte die Firma einen wirtschaftlichen Aufschwung. 1888 wurde Deutz zu Köln eingemeindet.
1908 wurde die Tochterfirma Paragummiwerk gegründet und in der Folge das Werk mit einer mehrgeschossigen Randbebauung von Otto Grah ergänzt. Das neue Werk produzierte Gummiwaren wie Operationshandschuhe, Badekappen, Schürzen, Lockenwickler, Babyflaschensauger Marke „Mutterglück“, gummierte Stoffe, aber auch Scherzartikel. In beiden Unternehmen arbeiteten rund 400 Beschäftigte.
Wilhelm von Recklinghausen, von 1878 bis 1912 in leitender Funktion bei der Kölnischen Gummifäden-Fabrik tätig, engagierte sich in der Deutschen Kolonialgesellschaft, Abteilung Köln, als Schatzmeister. Der Rohstoff Kautschuk stammte zur Zeit des Deutschen Kaiserreichs vorrangig aus den deutschen Kolonien Kamerun, Togo und Deutsch-Ostafrika. Die dortige Produktion war von unfairen Handelspraktiken und Zwangsarbeit geprägt.
In den 1920er Jahren stieg die Zahl der im Unternehmen Beschäftigten auf 700, hinzu kam ein großer Stab von Vertretern. Der Mitarbeiter und Ingenieur Max Draemann († 1945) entwickelte rund 20 Patente, darunter ein Verfahren zur Herstellung gepresster Gummifäden in Massenproduktion: Statt der Schneidearbeit an festen Gummiplatten wurde flüssiges Gummi durch Düsen gedrückt. 1940 beteiligte sich die Kölnische Gummifäden-Fabrik gemeinsam mit anderen Unternehmen an der Gründung der Optimit-Gummiwerke in Odrau im Sudetenland, vormals Schne(c)k & Kohnberger. Laut der Datenbank des NS-Dokumentationszentrum der Stadt Köln betrieb das Unternehmen im Jahr 1943 ein Lager mit 17 Zwangsarbeitern „russischer“ Nationalität. Wegen schwerer Kriegsschäden wurde die Produktion 1943/44 weitgehend dorthin verlagert.
Im Mai 1947 wurde die Produktion in Deutz wieder aufgenommen. An den Backsteinflügel von 1908 wurde ein bis zur Deutz-Mülheimer-Straße reichender Stahlbetonbau angefügt. In den 1950er Jahren erfolgte die vollständige Umstellung der Produktion auf Verfahren des inzwischen verstorbenen Ingenieurs Draemann („System Draemann“), und die Standard Gummiwerke Baumgarten in Köln-Ossendorf wurden übernommen. 1957 feierte das Unternehmen seinen 100. Geburtstag. Aus diesem Anlass verfasste das damalige Vorstandsmitglied Reinhold Rompf eine Festschrift. Gerühmt wurde Engagement und Zusammenhalt der „Betriebsgemeinschaft“, die in Kriegszeiten als „Gefolgschaft“ bezeichnet worden war. 1955 wurde das Gelände in Deutz-Nord, auf dem sich das Unternehmen befand, im Rahmen einer innerstädtischen Umstrukturierung dem Kölner Ortsteil Mülheim zugeschlagen.
1962 hatte das Unternehmen 1300 Beschäftigte. Zehn Jahre später ging die Kölnische Gummifäden-Fabrik in Konkurs. Die Gesellschaft sei offensichtlich „der Schere zwischen den hohen Arbeitskosten und den Importen erlegen“, schrieb das Branchenblatt Kautschuk und Gummi, Kunststoffe. Rund 1000 Mitarbeiter verloren ihren Arbeitsplatz.
Auf dem Gelände wurde das Berufsbildungszentrum der Stadt Köln eingerichtet, 1984 übernahm Klöckner-Humboldt-Deutz den Komplex, und nach 1995 etablierte sich in den Gebäuden das selbstverwaltete Künstler- und Gewerbeprojekt Kunstwerk.

## Baudenkmal

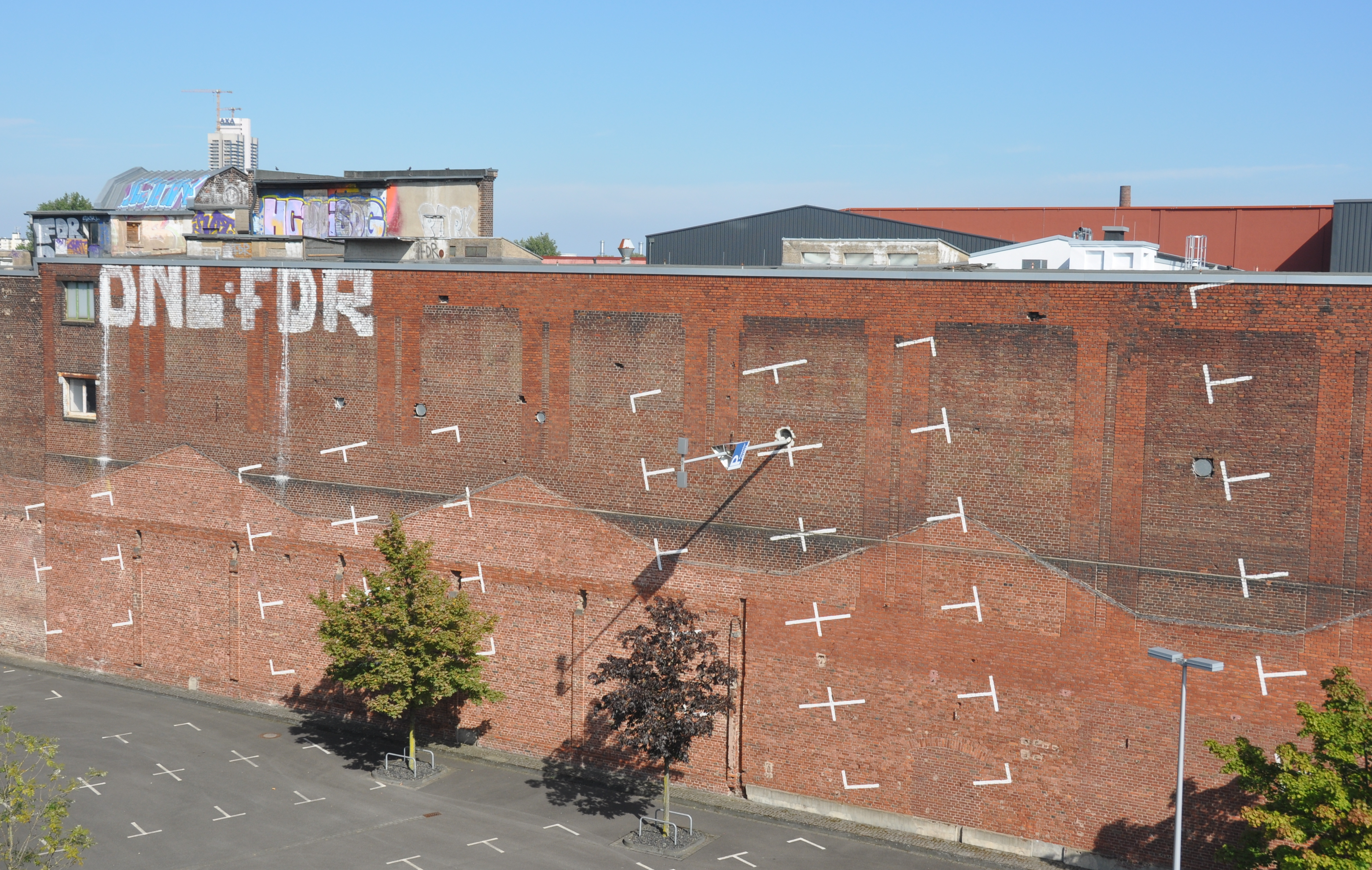
Kunstwerk „Anwohnerplatz“ auf der Brandmauer (Rückseite des Südflügels) der ehemaligen Gummifädenfabrik

Der südliche Flügelbau des Fabrikgebäudes wurde am 4. März 2004 unter Denkmalschutz gestellt (Nr. 8652). Dieser Teil des Gebäudes wurde bis 1918 fertiggestellt. Als denkmalwert eingestuft wird nur der von Kriegsschäden weitgehend verschonte Ursprungsflügel der später errichteten Erweiterungsbauten.